# 스타 트렉: 더 넥스트 제너레이션
《스타 트렉: 더 넥스트 제너레이션》(영어: Star Trek: The Next Generation, TNG, ST:TNG)은 1987년부터 1994년까지 미국에서 방영된 SF 드라마이다.
- 《스타 트렉》의 실사 TV 프로그램으로는 두번째 작품이다.

- 대한민국에서는 KBS2 TV 한국방송에서 1988년 9월 ~ 1989년 7월까지 시즌1 잠시 방영했다.
- 1990년 9월 ~ 1991년 7월 MBC 문화방송를 통해 시즌 1이 방영 이동되고 맡기게 되었다.

## 출연
- 패트릭 스튜어트 - 장뤽 피카드 역
- 조너선 프레이크스 - 윌리엄 라이커 역
- 레바 버턴 - 조디 라 포지 역
- 데니즈 크로즈비 - 타샤 야 역
- 마이클 돈 - 워프 역
- 게이츠 맥패든 - 비벌리 크러셔 역
- 마리나 서티스 - 디애나 트로이 역
- 브렌트 스파이너 - 데이타 역
- 윌 위턴 - 웨슬리 크러셔 역

## 한국판 성우진 (MBC)
- 김종성 - 장뤽 피카드(패트릭 스튜어트)
- 박일 - 윌리엄 라이커(조너선 프레이크스)
- 박기량 - 데이타(브렌트 스파이너)
- 이우신 - 조디 라 포지(레바 버턴)
- 김은영 - 비벌리 크러셔(게이츠 맥패든)
- 정희선 - 디애나 트로이(마리나 서티스)
- 이윤연 - 워프(마이클 돈)